# Thomas Meichsner
Thomas Meichsner (* 30. Dezember 1958; † 8. April 2020 in Siegen) war ein deutscher Fußballspieler. Im Bereich des DDR-Fußball-Verbandes (DFV) war er für den Halleschen FC Chemie (HFC) und die BSG Chemie Buna Schkopau aktiv. Mit Schkopau spielte er 1981/82 in der höchsten DFV-Spielklasse, der Oberliga.
Meichsner gehörte dem Nachwuchsbereich des HFC an. 1974 gewann er mit seiner Mannschaft den FDJ-Pokal der Jugend. Da Meichsner bis dahin den Sprung in die 1. Mannschaft nicht geschafft hatte und nur für die Reserve in der DDR-Nachwuchsoberliga zum Einsatz kam, gab der HFC dem damals 22-Jährigen die Chance, sich ab der Saison 1981/82 bei der Betriebssportgemeinschaft (BSG) Chemie Buna Schkopau, die in die Oberliga aufgestiegen war, zu profilieren. In Schkopau setzte ihn Trainer Olaf Keller zunächst nur als Einwechselspieler ein, doch bereits vom 4. Spieltag an hatte Meichsner einen Stammplatz sicher. Von den 26 Meisterschaftsspielen bestritt er 23 in der Regel als linker Verteidiger, dabei gelang ihm ein Torerfolg. Am Saisonende wies die BSG Chemie mit 21:77 Toren das schlechteste Torverhältnis aller 14 Oberligamannschaften aufwies und musste als Tabellenletzter nach nur einem Jahr wieder aus der Oberliga absteigen. Meichsner gehörte der BSG auch in den drei folgenden Spielzeiten in der zweitklassigen DDR-Liga an.
Zur Saison 1985/86 kehrte er zum HFC zurück, der bereits im Jahr zuvor ebenfalls in die DDR-Liga abgestiegen war und als Zweiter nur knapp den direkten Wiederaufstieg verpasst hatte. In den ersten Punktspielen agierte Meichsner hauptsächlich als Verteidiger, später wurde er im Mittelfeld eingesetzt. Am 10. Spieltag zog er sich eine Verletzung zu und musste danach bis zum Mai 1986 pausieren. Erst in den letzten vier Punktspielen kam er wieder zum Einsatz. Unter dem neuen Trainer Karl Trautmann, der die Mannschaft nach dem erneut verpassten Aufstieg zur Saison 1986/87 übernommen hatte, wurde Meichsner nur wenig berücksichtigt; in lediglich drei Meisterschaftsspielen kam er zum Einsatz.
Als der HFC im Sommer 1987 im dritten Anlauf die Rückkehr in die Oberliga geschafft hatte, wurde Meichsner aussortiert und wechselte zurück zur BSG Chemie Buna Schkopau. Dort spielte er noch drei weitere Spielzeiten in der DDR-Liga. Im Januar 1990 schloss er sich mit seinem Mannschaftskameraden Gerald Wagner dem westfälischen Landesligisten VfL Klafeld-Geisweid 08 an. Von beiden versprach sich der Verein, den drohenden Abstieg in die Bezirksliga abzuwenden, der sich letztlich aber nicht vermeiden ließ. Anschließend tauchte Meichsner, inzwischen 31 Jahre alt, nicht mehr im höherklassigen Fußball auf.
Thomas Meichsner lebte zuletzt im Siegener Ortsteil Achenbach. Dort starb er am 8. April 2020.